# بوب واتسون
بوب واتسون هو لاعب اللاكروس كندي، ولد في 6 أبريل 1970 في جيلف في كندا.